# Шейхалиев, Али Давлетович
Али Давлетович  Шейхалиев (Шейх-Али) (кум. Али Давледны уланы).
(8 октября 1845 года, Эндирей, Засулакская Кумыкия — после 1917 года) — генерал-майор Российской армии (1900), участник Русско-турецкой войны (1877—1878), общественный деятель, публицист, издатель, меценат.

## Биография
По национальности кумык.
Родился в кумыкском селении Эндирей в семье потомственного первостепенного узденя, подполковника, главного пристава магометанских народов Ставропольской губернии Давлет-мирзы Шейх-Али, который в 1848 году в газете «Кавказ» опубликовал свой главный труд по истории и этнографии кумыкского народа, под названием «Рассказ кумыка о кумыках». В 1862 году, после окончания курса во 2-м Санкт-Петербургском кадетском корпусе поступил на военную службу. 
На 1-е сентября 1874 года майор 17-го драгунского Северского Его Величества короля Датского полка.
С началом Русско-турецкой войны в 1877 году майор (с 17 сентября 1877 года) войсковой старшина Шейхалиев командующий 6-м конным полком Оренбургского казачьего войска. Участвовал в боях, при взятии Орлокских высот, в том же году в боях на Аладжинских высотах, при блокаде города Карса и 6 ноября в штурме этого города-крепости. 1 января 1878 года был произведён в подполковники. Зимой 1878—1879 годы его полк отличился при блокаде города Эрзерум. Полк возвратился из действующей армии в ноябре 1878 года. 
15 мая 1883 года произведён был в полковники.
1 октября 1900 года произведён в генерал-майоры с назначением командиром 2-й бригады 1-й Кавказской казачьей дивизии 1-го Кавказского армейского корпуса. Прослужил в этой должности по 31 октября 1900 года.
После выхода в отставку жил в Петербурге (по адресу Невский проспект, 54), занимался общественной деятельностью. C 1901 года активный участник Петербургского мусульманского просветительского общества. Один из инициаторов создания при обществе приюта для мусульманских детей, также под его попечительством создана школа для первоначального обучения детей родной и русской грамматике. Его имя часто фигурирует в мусульманских газетах, издававшихся в начале века в Петербурге, Казани, Оренбурге. Он был довольно известной личностью в светских кругах. В 1914 году он — один из создателей мусульманской газеты «Нур» («Свет»), её главный редактор, публицист и издатель. Вместе с доктором богословия Мухаммед-Сафа Баязитовым, коммерсантом Фатихом Байрашевым, Шейхалиев Д. учредил политическую партию «Сырат аль-Мустаким» («Правый путь»).
Шейхалиев — один из инициаторов строительства соборной мечети в Санкт-Петербурге. По 1917 год входил в состав комитета по строительству этой мечети.

## Награды
- Орден Святой Анны II ст. (1879)
- Орден Святого Станислава II ст. с мечами (1879)
- Орден Святого Владимира IV ст. (1887)
- Орден Святого Владимира III ст. (1900)

## Семья
Генерал-майор Шейхалиев Али Давлетович состоял в родстве с известными фамилиями казанских татар.
- Жена — Умму Гульсум Сеид Гиреевна (в девичестве Тевкелева), уроженка Уфимской губернии. Имели 2-х сыновей.
- Сын — Аскар (1885—1968), получил техническое образование, участник первой мировой и гражданской войн, перешёл на сторону Красной Армии, впоследствии талантливый инженер[7]. Подвергался репрессиям, в 1934 досрочно освобождён, имел двух дочерей Динару и Гульнару[8].
- Сын — Джангир[8]
- Дядя Али Шейхалиева — Махмуд Шейх-Али, также имел звание генерал-майора, являлся участником Кавказской, Крымской и Русско-турецкой войны (1877—1878).